# Chelsea Stratus
Chelsea Stratus är en skyskrapa som ligger utmed gatan Avenue of the Americas/Sixth Avenue på Manhattan i New York, New York i USA.
Byggnaden uppfördes 2008 som en fastighet för främst bostäder. Den är 149,66 meter hög och har 40 våningar samt 199 lägenheter.